# Grube Itzenplitz
Die Grube Itzenplitz ist ein ehemaliges Steinkohlebergwerk in Schiffweiler im saarländischen Landkreis Neunkirchen. Sie wird den sog. Eisenbahngruben zugerechnet.

## Geschichte
Im Zuge der Erweiterungen der Grube Reden wurde zur Verkürzung der Transportwege im Rußhütter Tal bei Heiligenwald 1856 mit dem Rußhütterstollen ein neuer Grubenstollen angeschlagen. 1860 wurde mit dem Abteufen des ersten Tiefbauschachtes Itzenplitz I begonnen. Im gleichen Jahr wurde die knapp 1,9 km lange Bahnstrecke von Reden zur Grube Itzenplitz erbaut.
1872 wurde der Itzenplitzschacht II bis zur Redensohle abgeteuft. In den folgenden Jahren wurden ein Zechenhaus, eine Schreinerei und eine Schmiedewerkstatt erbaut. 1864 erhielt die Grube den Namen des preußischen Handelsministers Graf Heinrich Friedrich von Itzenplitz. 1878/79 wurde der Itzenplitzer Weiher mit einem Pumpenhaus errichtet, der heute den Kern des Naherholungsgebiets Itzenplitz bildet. Das Wasser wurde zum Betrieb der Dampfmaschinen für die Förderung gebraucht.
1886 wurde Schacht III abgeteuft, dessen Fördergerüst heute das älteste noch erhaltene an der Saar ist. 1894/95 wurde eine Kohlenwäsche errichtet, 1910 erhielt die Grube eine eigene Waschkaue. 1920 gingen alle Liegenschaften des Preußischen Bergfiskus an Frankreich über, 1935 kehrten diese in den Besitz des Deutschen Reiches zurück. 1942/43 wurden die Rätterhalle und die Kohlenwäsche abgerissen. 1950 erhielt Schacht II ein neues Fördergerüst. Täglich fuhren mehr als 1200 Bergleute in Itzenplitz an.
Nach dem Zweiten Weltkrieg setzte allerdings der Niedergang der Anlage ein: 1958 wurde die Grube Nebenanlage der Grube Reden, 1960 wurde Itzenplitz schließlich als Förderstandort stillgelegt, Seilfahrt und Materialtransport wurden noch bis in die 1990er Jahre weiter betrieben.

## Heutige Nutzung
Große Teile der Tagesanlagen wurden abgerissen. Teilweise befinden sich in den erhaltenen Gebäuden Wohnungen, andere Liegenschaften werden gewerblich genutzt. Die Grube soll wichtiger Bestandteil der Landschaften der Industriekultur Nord werden.
Die erhaltenen Fördergerüste der Schächte II und III mit Fördermaschinenhaus und Schachthalle, die Doppelwaschkaue und der Grubenbahnhof von 1860 stehen unter Denkmalschutz.